# Cistanthe celosioides
Cistanthe celosioides är en källörtsväxtart som först beskrevs av Philippi, och fick sitt nu gällande namn av Carolin och Hershkovitz. Cistanthe celosioides ingår i släktet Cistanthe och familjen källörtsväxter. Inga underarter finns listade i Catalogue of Life.